# Барышня и хулиган (фильм-балет)
«Барышня и хулиган» — цветной телевизионный фильм-балет, поставленный режиссёром Аполлинарием Дудко и хореографом Константином Боярским на музыку Дмитрия Шостаковича по мотивам сценария Владимира Маяковского, ремейк одноимённого фильма 1918 года.

## Сюжет
Фильм рассказывает историю местного хулигана и школьной учительницы, приехавшей для работы в школе. Хулиган влюбляется в учительницу и начинает посещать её занятия.
Однажды какой-то ученик обижает учительницу, и влюблённый хулиган вступается за неё. Эта помощь дорого обходится парню: в тёмном переулке его подстерегает отец злодея вместе со своими дружками — в драке хулиган смертельно ранен и через некоторое время умирает.

## В ролях
- Ирина Колпакова — учительница
- Алексей Носков — хулиган
- Святослав Кузнецов — атаман
- Валентина Муханова — подруга атамана

## Съёмочная группа
- Автор сценария: Аполлинарий Дудко (по мотивам сценария Владимира Маяковского)
- Режиссёр: Аполлинарий Дудко
- Сценическая композиция и хореография: Константин Боярский
- Оператор: Эдуард Розовский
- Композитор: Дмитрий Шостакович
- Дирижёр: Максим Шостакович
- Художник-постановщик: Марина Азизян
- Монтаж: Изольда Головко
- Звукорежиссёр: Владимир Яковлев
- Музыкальный консультант: Вениамин Баснер
- Директор фильма: Владимир Беспрозванный

## История создания
Либретто балета по мотивам киносценария Владимира Маяковского написал в начале 1960-х годов Александр Белинский. Хореографическое решение было создано балетмейстером Константином Боярским. Музыка была взята из трёх балетов Шостаковича, написанных в 1930-е годы, — «Болт», «Золотой век» и «Светлый ручей». Также в партитуру вошли фрагменты из его музыки к кинофильмам. В 1962 году спектакль «Барышня и хулиган» впервые был представлен зрителям на сцене Малого театра оперы и балета в Ленинграде.